# Charlotte Amalie Winge
Charlotte Amalie Winge, även känd som Madam Winge, var älskarinna till kung Fredrik V av Danmark mellan 1762 och 1766. Hon är vid sidan av Else Hansen kungens enda långvariga älskarinna.
Charlotte Amalie Winge, som anges ha varit änka efter en präst, blev presenterad för kungen 1762 under hans besök på hans minister Adam Gottlob Moltkes lantställe, och han installerade henne därefter i ett hus i Köpenhamn. Hon ska dock inte ha deltagit i kungens så kallade Bacchusfester, där han drack sig berusade och såg på nakna prostituerade dansa för att sedan slå dem med sin käpp. Lika lite som kungens övriga älskarinnor blev hon presenterad vid hovet eller hade något inflytande över politiken, men till skillnad från de övriga lyckades hon utverka förmåner, pensioner och befattningar åt släktingar från kungen. Hon beskrivs som någon som kunde ge kungen frid och lugn och vårda honom under hans allt sämre hälsa, något hon ska ha gjort även vid hans dödsbädd tillsammans med hans drottning. Efter kungens död 1766 fick hon en pension från hovet att utbetalas så länge hon förblev ogift.  